# Bruno Walter
Bruno Walter, właśc. Bruno Walter Schlesinger (ur. 15 września 1876 w Berlinie, zm. 17 lutego 1962 w Beverly Hills) – niemiecki dyrygent, pianista i kompozytor pochodzenia żydowskiego. Przyjaciel Gustava Mahlera i Thomasa Manna.

## Życiorys
Urodził się w roku 1876, w którym po raz pierwszy wykonano komplet Pierścienia Nibelunga Richarda Wagnera (w Bayreuth) i I Symfonię Brahmsa (w Karlsruhe). Jako ośmiolatek wstąpił do Konserwatorium Sterna, a rok później wystąpił na scenie jako pianista, mając już przydomek „mały Mozart”. Decyzję o zostaniu dyrygentem podjął po koncercie Hansa von Bülowa w Berlinie i wizycie w Bayreuth. W 1893 roku debiutuje za pulpitem z Berlińskimi Filharmonikami i chórem. W tym samym roku obejmuje posadę instruktora wokalnego w operze w Kolonii. Rok później, po kolońskim debiucie dyrygenckim, przenosi się do Hamburga na stanowisko szefa chóru tamtejszej opery i zostaje jednocześnie asystentem Gustava Mahlera. To właśnie Mahler (i prawdopodobnie jego siostry) przekonują Bruno Schlesingera do odrzucenia nazwiska i pozostawienia w jego roli drugiego imienia. W 1896 przenosi się do Wrocławia, by w tamtejszym teatrze miejskim przejąć obowiązki pierwszego dyrygenta, później przeprowadza się do Bratysławy (wtedy Pressburg) i Rygi. W 1900 obejmuje stanowisko szefa Berlińskiej Opery Królewskiej, gdzie poznaje Richarda Straussa i Karla Mucka. Sezon w 1901 roku spędza w Wiedniu jako szef Hofoper (Opera Dworu Cesarskiego) na zaproszenie Gustava Mahlera, dyryguje Aidą Verdiego. W międzyczasie publikuje kilka własnych kompozycji, m.in. Pieśni op. 11 i 12, Sonatę na skrzypcową, Kwartet smyczkowy, Fantazję na Orkiestrę i I Symfonię. w 1910 roku Dyryguje w londyńskim Covent Garden Tristanem i Izoldą Wagnera. W 1911 umiera Gustav Mahler i pomimo napiętych planów wykonawczych (Rzym, Wiedeń) Bruno Walter dyryguje w Monachium prapremierą Pieśni o Ziemi (Das Lied von der Erde), w drugiej części koncertu wykonano II Symfonię Mahlera Zmartwychwstanie. Rok później, w Wiedniu, Walter dyryguje prawykonaniem IX Symfonii Mahlera. W latach 1913–1920 koncertuje w Moskwie, Wiedniu i Monachium, oraz publikuje w 1920 esej o Mszy Solemnis Beethovena. W 1921 roku dosięga go po raz pierwszy atak ze strony rodzącego się nazizmu. W 1923 podejmuje się trasy koncertowej po USA, dyryguje po raz pierwszy Nowojorskimi Filharmonikami w Carnegie Hall, Bostonie, Minnesocie i Detroit. Lata 1925–1928 obfitują w zmiany repertuaru: Rossini w Salzburgu, Puccini – La Scala i Berlin, Szostakowicz - Berlin (premiera I Symfonii na Zachodzie). W 1929 przejmuje wakat w lipskim Gewandhausie po Wilhelmie Furtwänglerze. W 1933 opuszcza Niemcy na skutek nazistowskiej polityki kulturalnej. 

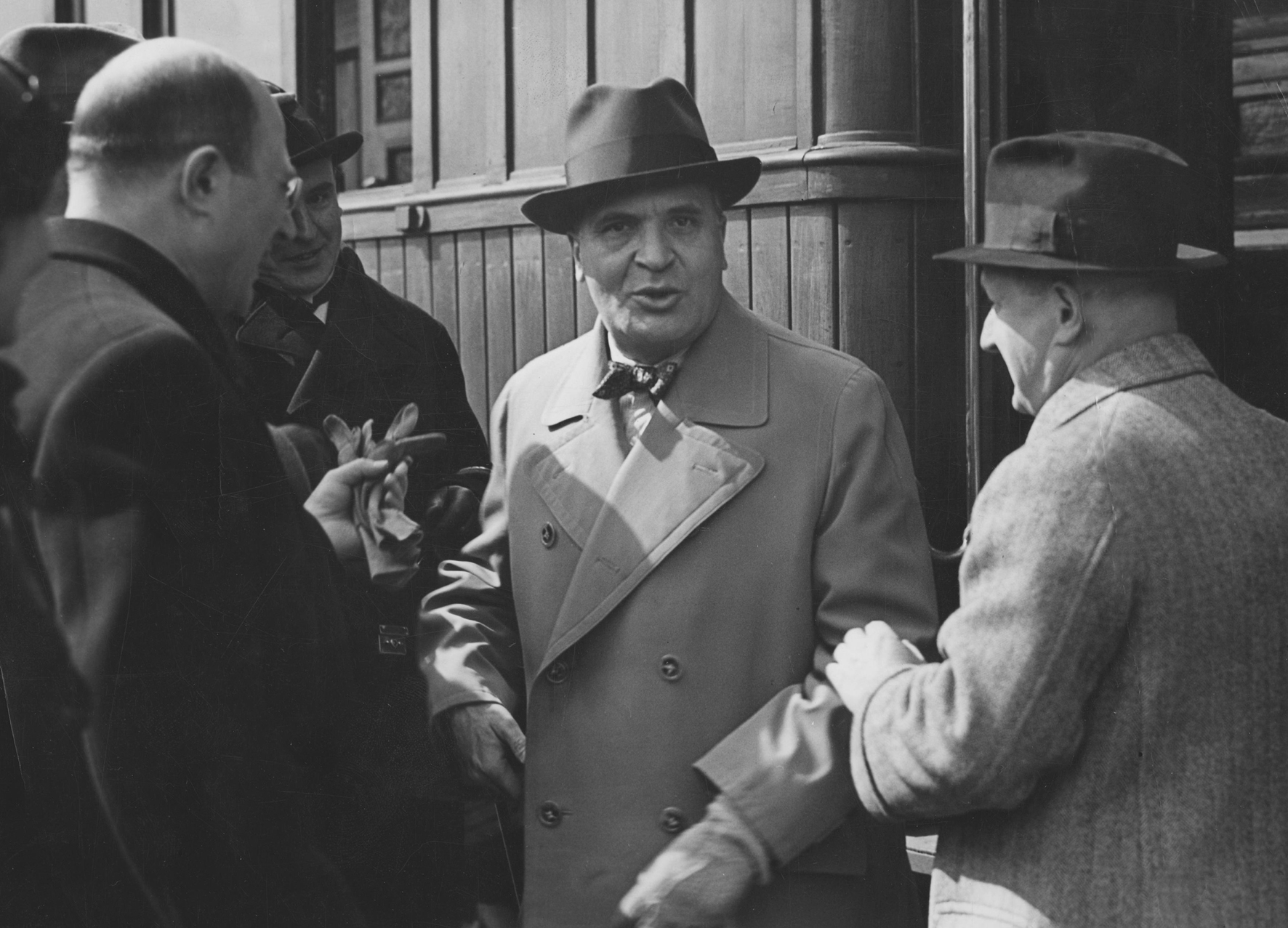
Bruno Walter (pośrodku) po przyjeździe do Warszawy - 12 kwietnia 1935 r.

Do 1938 roku mieszka w Austrii, jednakże regularnie koncertuje w Holandii, Stanach Zjednoczonych i Włoszech. W 1939 po krótkiej obecności we Francji, gdzie przyjmuje francuskie obywatelstwo, opuszcza Europę i osiada w Beverly Hills w Kalifornii, kilka miesięcy wcześniej młodsza córka Bruno Waltera, Gretel zostaje zamordowana w Zurychu przez swojego męża z powodu romansu z włoskim basem Ezio Pinzą. Walter przez całe późniejsze życie będzie obwiniał się o jej śmierć, gdyż to on specjalnie nalegał na ściągnięcie Pinzy na salzburski festiwal, gdzie kochankowie mieli okazję się poznać. W Stanach Bruno Walter szybko się zadomawia, poznaje Tomasza Manna i jego rodzinę, z sukcesami dyryguje z orkiestrami Chicago, Los Angeles, Filadelfii i Nowego Jorku. Wówczas Bruno Walter stał się mimowolnym akuszerem kariery innej muzycznej znakomitości Leonarda Bernsteina. 14 listopada 1943 Walter dostaje wysokiej gorączki i nie może zadyrygować koncertem muzyki Mahlera w nowojorskiej Carnegie Hall. Zastępuje go i robi to brawurowo młody Bernstein, który dzięki radiowej transmisji koncertu zdobył w ciągu jednej nocy ogólnonarodową sławę. 
W 1945 umiera jego żona, Elsa. W 1946 przyjmuje obywatelstwo amerykańskie. Od 1946 roku odwiedza czasem Europę, będąc np. gościem Festiwalu w Salzburgu i Edynburgu. W latach 1947–1949 jest szefem nowojorczyków. W 1959 daje ostatni koncert w Metropolitan Opera dyrygując „Requiem” Verdiego. W 1960 ostatni raz na scenie, koncert w Los Angeles solistą jest pianista Van Cliburn. 

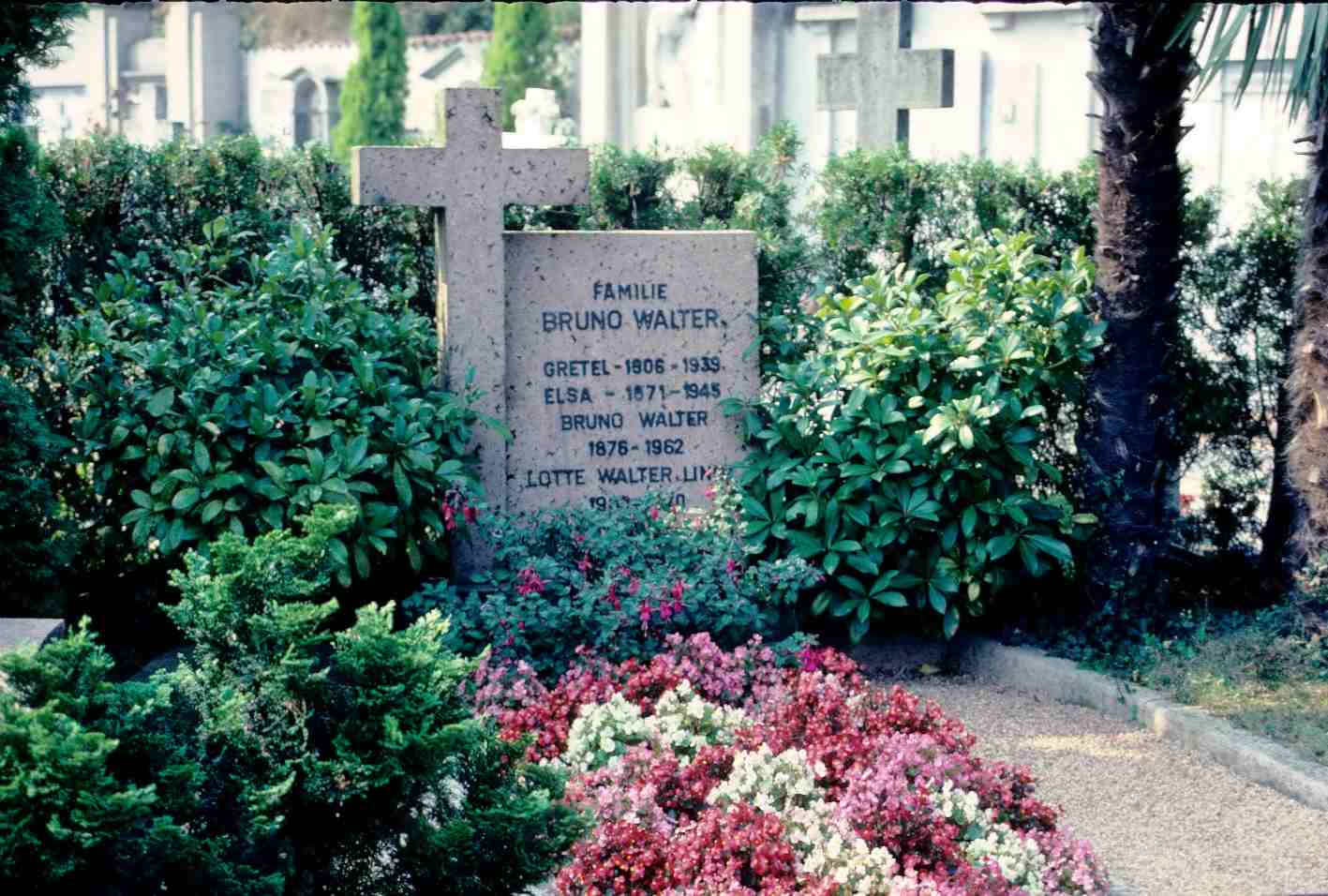
Grób rodzinny w 1998 r.

Bruno Walter zmarł na zawał serca w swoim domu w Beverly Hills w 1962 r. Miejsce ostatecznego spoczynku znalazł na cmentarzu Gentilino niedaleko Lugano w kantonie Ticino w Szwajcarii, w tym samym grobie, w którym znajdowała się jego żona Elsa z domu Korneck (1871–1871– 1945), która była sopranistką, a ich córka Marguerite „Gretel” (1906–1939) została już pochowana. Pochowano tu także ich córkę Lotte (1903–1970).

## Osiągnięcia
Jako przyjaciel Gustava Mahlera i jego wieloletni asystent Bruno Walter uważany jest za jednego z największych w historii wykonawców jego dzieł. Legendarne nagranie Pieśni o Ziemi z Juliusem Patzakiem, Kathleen Ferrier i Wiedeńską Orkiestrą Filharmoniczną (1951, Decca Records) stawia konkurentom poprzeczkę na nieomal nieosiągalnym pułapie. Nagrania I,II IV, V i IX Symfonii Mahlera charakteryzują się niezwykłą wrażliwością na melodyczne i rytmiczne bogactwo kompozycji Mahlera. W zasadzie każda orkiestra pod batutą Bruno Waltera stawała się żywym organizmem, oddychającym wraz z graną przez siebie muzyką. Krytycy bardzo cenią nagrania symfonii Mozarta, Brahmsa i Brucknera dokonane z Orkiestrą Symfoniczną wytwórni Columbia (dziś Sony Classical) oraz bardzo barwne i niezwykle bogate rytmicznie nagrania symfonii Beethovena dokonane z Orkiestrą Filadelfijską. Bruno Walter jest autorem do dziś publikowanej biografii Gustava Mahlera, wielu esejów o muzyce i sztuce wykonawczej oraz autobiografii. Do legendy przeszła jego kultura w pracy z muzykami. W przeciwieństwie do relatywnie często spotykanego wówczas modelu „dyrygenta dyktatora”, Walter praktycznie nigdy nie podnosił głosu i z wielką cierpliwością tłumaczył muzykom na próbach o jaki efekt mu chodzi. Słynny skrzypek Isaac Stern powiedział, że Walter „miał żelazną wolę i wiedział czego chciał. Ale to wszystko było przykryte jego niebywałą delikatnością i dworskimi manierami”.